# 格奥尔格·鲍尔温 (梅克伦堡)
格奥尔格·鲍尔温·弗里德里希·弗朗茨·卡尔·斯特凡·康拉德·胡贝图斯·马里亚（Georg Borwin Friedrich Franz Karl Stephan Konrad Hubertus Maria，1956年6月10日—），梅克伦堡公爵，2001年起成为全梅克伦堡家族的族长。

## 生平
格奥尔格·鲍尔温是梅克伦堡公爵和梅克伦堡-施特雷利茨系大公继承人格奥尔格·亚历山大与妻子奥地利（帕拉丁系）女大公伊洛娜的儿子，1956年6月10日生于德国弗莱堡。他是梅克伦堡-施特雷利茨大公卡尔二世的直系男嗣。
格奥尔格·鲍尔温的祖父格奥尔格由于母亲是平民，出生时没有继承权，被封为卡尔罗伯爵。1918年梅克伦堡-施特雷利茨嫡系绝嗣，1929年，格奥尔格得到了梅克伦堡公爵的称号并被承认为梅克伦堡家族的成员，成为梅克伦堡-施特雷利茨系大公继承人。
格奥尔格·鲍尔温的父亲格奥尔格·亚历山大于1996年去世，他继承了父亲梅克伦堡公爵和梅克伦堡-施特雷利茨系大公继承人的称号。2001年梅克伦堡-什未林大公世子、梅克伦堡家族族长弗里德里希·弗朗茨去世，梅克伦堡-什未林家族绝嗣，继承权归于格奥尔格·鲍尔温，从而将自1658年起分裂了343年的梅克伦堡诸系重新统一了起来。
格奥尔格·鲍尔温还是文德王冠骑士团大教長。

## 婚姻与子女
1985年12月24日，格奥尔格·鲍尔温在黑森林地区的欣特察尔滕与当地人爱丽丝·瓦格纳（Alice Wagner，1959年8月2日－）结婚，有二子一女：
- 长女：海伦·奥尔嘉·费奥多拉·多纳塔·玛丽亚·卡塔琳娜·特蕾西娅（Helene Olga Feodora Donata Maria Katharina Theresia，1988年10月13日－）；
- 长子：格奥尔格·亚历山大·米夏埃尔·亨利·恩斯特·弗朗茨·斐迪南·玛丽亚（Georg Alexander Michael Heinrich Ernst Franz Ferdinand Maria，1991年7月17日－）；
- 次子：卡尔·米夏埃尔·鲍尔温·格奥尔格·弗里德里希·弗朗茨·胡贝图斯·玛丽亚（Carl Michael Borwin Georg Friedrich Franz Hubertus Maria，1994年1月30日－）。

## 祖辈
| 梅克伦堡的格奥尔格·鲍尔温公爵 | 父亲： 梅克伦堡的格奥尔格·亚历山大公爵  | 祖父： 梅克伦堡的格奥尔格公爵                  | 祖父之父： 梅克伦堡-施特雷利茨的格奥尔格·亚历山大                    |
| 梅克伦堡的格奥尔格·鲍尔温公爵 | 父亲： 梅克伦堡的格奥尔格·亚历山大公爵  | 祖父： 梅克伦堡的格奥尔格公爵                  | 祖父之母： 纳塔莉娅·万莉雅尔斯卡娅                                   |
| 梅克伦堡的格奥尔格·鲍尔温公爵 | 父亲： 梅克伦堡的格奥尔格·亚历山大公爵  | 祖母： 伊琳娜·米哈伊洛芙娜·莱耶夫斯卡娅        | 祖母之父： 米哈伊尔·尼古拉耶维奇·莱耶夫斯基                          |
| 梅克伦堡的格奥尔格·鲍尔温公爵 | 父亲： 梅克伦堡的格奥尔格·亚历山大公爵  | 祖母： 伊琳娜·米哈伊洛芙娜·莱耶夫斯卡娅        | 祖母之母： 玛丽亚·格里高利耶芙娜·加加林娜                            |
| 梅克伦堡的格奥尔格·鲍尔温公爵 | 母亲： 奥地利（帕拉丁系）的伊洛娜女大公 | 外祖父： 奥地利（帕拉丁系）的约瑟夫·弗朗茨大公 | 外祖父之父： 匈牙利国家元首、奥地利（帕拉丁系）的约瑟夫·奥古斯特大公 |
| 梅克伦堡的格奥尔格·鲍尔温公爵 | 母亲： 奥地利（帕拉丁系）的伊洛娜女大公 | 外祖父： 奥地利（帕拉丁系）的约瑟夫·弗朗茨大公 | 外祖父之母： 巴伐利亚公主奥古斯苔·玛丽亚                             |
| 梅克伦堡的格奥尔格·鲍尔温公爵 | 母亲： 奥地利（帕拉丁系）的伊洛娜女大公 | 外祖母： 萨克森公主安娜·莫妮卡                 | 外祖母之父： 萨克森国王弗里德里希·奥古斯特三世                       |
| 梅克伦堡的格奥尔格·鲍尔温公爵 | 母亲： 奥地利（帕拉丁系）的伊洛娜女大公 | 外祖母： 萨克森公主安娜·莫妮卡                 | 外祖母之母： 奥地利-托斯卡纳的路易丝女大公                           |

| 格奥尔格·鲍尔温 (梅克伦堡) 梅克伦堡王朝出生于：1956年6月10日 | 格奥尔格·鲍尔温 (梅克伦堡) 梅克伦堡王朝出生于：1956年6月10日 | 格奥尔格·鲍尔温 (梅克伦堡) 梅克伦堡王朝出生于：1956年6月10日 |
| ------------------------------------------------------------ | ------------------------------------------------------------ | ------------------------------------------------------------ |
| 前任： 格奥尔格·亚历山大                                     | 梅克伦堡公爵 梅克伦堡-施特雷利茨系大公继承人 1996年至今      | 繼任： 在位 指定的继承人：亚历山大                           |
| 前任： 梅克伦堡-什未林的弗里德里希·弗朗茨                    | 梅克伦堡大公家族族长 2001年至今                              | 繼任： 在位 指定的继承人：亚历山大                           |
| 前任： 伊索贝尔·布雷纳                                       | 英国王位继承顺序 612顺位                                     | 繼任： 梅克伦堡的亚历山大公爵                                |